# جاك دير
جاك دير (بالإنجليزية: Jack Dwyer) هو لاعب كرة قدم أمريكية أمريكي، ولد في 15 يناير 1927 في لوس أنجلوس في الولايات المتحدة، وتوفي في 15 أكتوبر 1997.

## وصلات خارجية
- جاك دير على موقع مرجع كرة القدم المحترفة.كوم (الإنجليزية)